# Рас-Дашэн
Рас-Дашэ́н (амх. ራስ ደጀን) — наивысшая гора Эфиопии и всего Эфиопского нагорья, расположенная на севере Эфиопского нагорья, недалеко от города Гондэр. Высота — 4533 м. Является частью национального парка Сымен.

## Описание
Согласно Эрику Нильсону, Рас-Дашэн — восточный пик оправы «огромного вулкана, северная половина которого сокращена приблизительно тысячей метров многочисленных ущелий, стекая в реку Такезе». Его западная копия — гора Биуэт (4510 м), отделенная долиной реки Мешаха.

## Высота
Во многих картах, в том числе и на картах ГУГК СССР, высота горы равняется 4620 метрам. В 2005 году высота была скорректирована с помощью современных средств измерения: 4550 м (публикация Эфиопского управления картографии, 2005 год).

## Первое восхождение
Первыми европейцами, взошедшими на вершину горы, были французские офицеры — Ферре и Галинье в 1841 году. Нет никаких свидетельств о более ранних восхождениях местными жителями, но климат и условия на вершине относительно мягкие.